# Sarafina !
Pour plus de détails, voir Fiche technique et Distribution.
Sarafina ! est un film franco-britannico-américano-sud-africain réalisé par Darrell Roodt, sorti en 1992.

## Synopsis
L'histoire se situe en Afrique du Sud sur fond d'apartheid à la veille de la libération de Nelson Mandela. Nous y voyons Sarafina, jeune fille noire rêvant de liberté, grandement influencée par son professeur, Mary Masamboka, qui lui ouvre l'esprit sur la situation de son pays. Une série d'évènements qui la conduisent en prison et qui la poussent à grandir. Avec force et courage, elle contribue — malgré la frayeur qu'affichaient les Noirs sud-africains — à la liberté du peuple noir face au pouvoir sud-africain.

## Fiche technique
- Titre : Sarafina !
- Réalisation :Darrell Roodt
- Scénario : Mbongeni Ngema (en) et William Nicholson
- Production : Kirk D'Amico, Sudhir Pragjee, Anant Singh et David M. Thompson
- Musique : Stanley Myers et Mbongeni Ngema (en)
- Photographie : Mark Vicente
- Pays de production :  Afrique du Sud -  France -  Royaume-Uni -  États-Unis
- Format : couleurs - 1,85:1 - Dolby
- Genre : drame, musical
- Durée : 117 minutes
- Date de sortie : 
  - États-Unis : 18 septembre 1992
  - Afrique du Sud (1928-1994) : 9 octobre 1992
  - Royaume-Uni : 15 janvier 1993
  - France : 3 mars 1993

## Distribution
- Leleti Khumalo (VF : Uche Aniagolu) : Sarafina
- Whoopi Goldberg (VF : Jacqueline Cohen) : Mary Masembuko
- Miriam Makeba : Angelina
- John Kani (VF : Gérard Essomba) : le principal de l'école
- Dumisani Dlamini (VF : Prosper Zerbo) : Crocodile
- Mbongeni Ngema (en) (VF : Tola Koukoui) : Sabela
- Sipho Kunene (VF : Teddy Manuel) : Guitar
- Tertius Meintjes (VF : Patrick Osmond) : lieutenant Bloem
- Nhlanhla Ngema (VF : Sidney Kotto) : Stimela
- Robert Whitehead (VF : Jean-Marie Winling) : l'interrogateur
- Somizi Mhlongo (VF : Lionel Henry) : Fire
- Faca Khulu (VF : Jean-Claude Gillet) : Eddie
- Wendy Mseleku (VF : Odile Pedroleal) : China
- Patrick Ndlovu (VF : Pascal Nzonzi) : Victor Gumede
- Louis Seboko (VF : Thierry Desroses) : Joe
- Mary Twala (VF : Jenny Alpha) : grand-mère de Sarafina
- James Mthoba (VF : Jean-Baptiste Tiemele) : oncle de Sarafina
- David Manqele (VF : Peter King) : pasteur